# Freilingen
Freilingen là một đô thị thuộc một ‘‘Verbandsgemeinde’’ - ở huyện Westerwald trong bang Rheinland-Pfalz, Đức. Đô thị Freilingen có diện tích 3,67 km². Đô thị này thuộc Verbandsgemeinde of Selters, một dạng đô thị tập thể chỉ có ở bang Rheinland-Pfalz.